# Lifetime Supply of Guilt
Lifetime Supply of Guilt ist die dritte Studioalbum der schwedischen Melodic-Death-Metal-Band The Duskfall. Es erschien im Jahre 2005 über Nuclear Blast.

## Entstehung und Hintergrund
Nach der Veröffentlichung des Vorgängeralbums Source wurde die Band von Nuclear Blast unter Vertrag genommen. In einem Interview mit dem deutschen Magazin Metal Hammer erklärte der Gitarrist Mikael Sandorf, dass die Band zahlreiche Zuschriften besorgter Fans erhalten habe, die fragte, ob die Band jetzt zu einem weicheren Sound wechseln würde. Stattdessen kam es zu einer Reaktion in die Gegenrichtung, so dass das Album mehr Elemente des Thrash Metal enthält. Sandorf schrieb den Großteil der Musik während der Nachtschichten in einem Wohnheim für körperlich behinderte Menschen, wo er damals arbeitete. Die Texte schrieb der Sänger Kai Jaakola alleine.
Vor den Aufnahmen kam es zu zwei Besetzungswechseln. Gitarrist Joachim Lindböck und Bassit Kaj Molin verließen die Band und wurden durch Antti Lindholm und Marco Eronen ersetzt. Aufgenommen wurde das Album in den Dug-Out Studios in der schwedischen Stadt Uppsala. Produziert wurde Lifetime Supply of Guilt von Daniel Bergstrand. Für das Lied Shoot it In wurde ein Musikvideo gedreht.

## Titelliste
| 1. Trust Is Overrated – 2:12 2. The Shallow End – 3:16 3. Break the Pact – 4:53 4. A Stubborn Soul – 4:12 5. Shoot it In – 3:21 | 1. Going Down Screaming – 4:49 2. Hours Are Wasted – 4:23 3. Sympathy Has Decreased – 4:57 4. Downright Dreadful – 3:35 5. Relive Your Fall – 2:31 |

## Rezeption
Patrick Schmidt vom deutschen Magazin Rock Hard bezeichnete einige der Lieder als neue Lehrbeispiele des melodischen Schwedentods, die im neuen Jahrtausend nahezu konkurrenzlos seien. Schmidt bewertete das Album mit 9,5 von zehn Punkten. Gunnar Sauermann vom deutschen Magazin Metal Hammer vermisste die „früheren, melodischen Qualitäten der Band“, kam aber dennoch zu der These, dass „das bislang härteste The Duskfall-Album in jede Schweden-Death-Sammlung gehört“. Sauermann vergab fünf von sieben Punkten. Stefan Popp von Onlinemagazin Metal1.info hingegen kritisierte, dass sich das Album „wie eine lange Maxi anhören würde“. Während der 34-minütige Vorgänger „zu kurz“ gewesen sei ist das 38-minütige Lifetime Supply of Guilt „fast schon zu viel“. Popp gab dem Album vier von zehn Punkten.